# Hallue
Die Hallue ist ein kleiner Fluss in Frankreich, der im Département Somme in der Region Hauts-de-France verläuft. Sie entspringt am südlichen Ortsrand von Vadencourt, entwässert generell Richtung Südwest bis Süd und mündet nach rund 16 Kilometern am westlichen Ortsrand von Daours als rechter Nebenfluss in einen Seitenarm der kanalisierten Somme. Ein weiterer Mündungsarm erreicht diesen etwa 300 Meter weiter flussabwärts. In ihrem Verlauf bildet sie zahlreiche Sümpfe und Feuchtgebiete, an den Ufern befinden sich auch einige Pappelpflanzungen. Sie erreicht an ihrer Mündung eine normale Wassermenge von etwa 1,45 Kubikmeter pro Sekunde. 
In Fréchencourt zeugt eine noch sichtbare Mühle von der früheren Nutzung durch Wassermühlen.

## Orte am Fluss
(Reihenfolge in Fließrichtung)
- Vadencourt
- Contay
- Beaucourt-sur-l’Hallue
- Montigny-sur-l’Hallue
- Fréchencourt
- Pont-Noyelles
- Querrieu
- Daours

## Geschichte
Der Fluss erreichte eine gewisse Bekanntheit durch die Schlacht an der Hallue am 23. Dezember 1870, die hier im Deutsch-Französischen Krieg zwischen der deutschen Nordarmee unter General Manteuffel und der französischen Nordarmee unter General Faidherbe stattfand.